# Scottish Open 1947
Die Scottish Open 1947 waren die 28. Austragung dieser internationalen Meisterschaften von Schottland im Badminton. Sie fanden Anfang des Jahres in Edinburgh statt.

## Finalresultate
| Disziplin    | Sieger                        | Finalist                            | Ergebnis         |
| ------------ | ----------------------------- | ----------------------------------- | ---------------- |
| Herreneinzel | Noel B. Radford               | Ralph Nichols                       | 15–8, 18–14      |
| Dameneinzel  | Molly Welsh                   | S. M. Dobbie                        | 5–11, 11–2, 11–9 |
| Herrendoppel | Ralph Nichols Ian Maconachie  | Noel B. Radford W. F. G. Normand    | 15–6, 15–4       |
| Damendoppel  | Bessie Shearlaw C. B. Alison  | Elizabeth Armstrong E. W. Greenwood | 15–8, 15–10      |
| Mixed        | Ralph Nichols Bessie Shearlaw | J. S. Millar Elizabeth Armstrong    | 15–7, 15–5       |